# Zooidogamia
Zooidogamia é um tipo de fertilização que ocorre nas plantas em que os gâmetas masculinos (os anterozóides) nadam em água livre até atingirem os gâmetas femininos (no arquegónio). A zoidogamia é encontrada em algas, briófitos, pteridófitos e em algumas gimnospermas (a maioria usa a sifonogamia). A zoidogamia está relacionada com a evolução, pois fornece um caminho de transição entre as formas de polinização por transmissão abiótica do pólen, em geral por anemofilia, ou seja transmissão pelo vento, e os mecanismos próximos das estratégias baseadas em fluidos, como as seguidas na maioria dos animais.

## Descrição
A zooidogamia foi o mecanismo de fecundação típico das primeiras espermatófitas, e na sua forma mais comum consistia na entrada dos grãos de pólen pelo micrópilo, uma abertura existente no tegumento do megasporângio que permitia a entrada do pólen até ao arquegónio, dando acesso à câmara polínica. No interior da câmara polínica existia um soluto secretado pelas paredes do arquegónio no qual o gametófito masculino crescia, nutrindo-se da nucela, até alcançar a câmara arquegonial, onde lançava dois anterozóides móveis flagelados. Os gâmetas masculinos flagelados nadavam até ao extremo do arquegónio onde fecundavam o gâmeta feminino, a oosfera.
Entre as plantas extantes, a zooidogamia apenas ocorre em dois grupos taxonómicos de espermatófitas, as Cycadales e a espécie Ginkgo biloba, já que na vasta maioria, incluindo todas as angiospermas, a fecundação ocorre por sifonogamia, com a formação de um tubo polínico que se alonga pelo pistilo até atingir o gametófito feminino, libertando gâmetas não dotados de motilidade diretamente no arquegónio, com inserção directa do material genético masculino na oosfera. Nestas espécies, junto ao micrópilo é secretada uma gota de líquido relativamente viscoso, designada por gota de polinização, que fixa os grãos de pólen e permite o seu posterior desenvolvimento. Os grãos de pólen retidos na gota de polinização permanecem numa depressão do nucelo que tem uma abertura para a câmara arquegonial, permitindo por essa via o acesso aos arquegónios que contêm a oosfera. Alimentado pela gota, cada grão de pólen desenvolve um tubo polínico que penetra nos tecidos do nucelo e transporta dois gâmetas multiflagelados, os anterozóides, que liberta na câmara arquegonial conjuntamente com o
fluido do tubo polínico. Estes gâmetas nadam então até ao arquegónio onde se dá a fusão com a oosfera, originando um zigoto e posteriormente o embrião.